# 던킨 도너츠
던킨(영어: Dunkin' Donuts 덩킨[*])은 미국의 도넛 가게 및 카페 프랜차이즈 기업이다. 1950년에 미국 매사추세츠주 퀸시에서 윌리엄 로젠버그가 설립하였고, 현재 전 세계에서 6,200개 이상의 점포에서 2,700만 명 이상의 고객이 방문한다는 조사 결과를 토대로 "세계에서 가장 큰 커피와 좋은 빵을 굽는 체인점"이라고 알리고 있다.
보스턴 남서쪽의 캔턴에 본사가 있다. 본진인 미국에서는 연고지인 매사추세츠주를 포함하여 동부 지역에 매장이 상대적으로 많지만, 캘리포니아주같은 서부 지역에서는 세금 등의 이유로 동부 지역에 비해 매장이 상대적으로 적다.
현재 던킨은 배스킨라빈스와 함께 던킨 브랜드의 자회사 계열에 속하고 있으며, 대한민국에서는 1983년 (주) 금토일에 의해 개점하였으나 1984년 11월 부도를 내고 도산하자 코리아후드에서 인수하여 영업을 하다가 결국 미국 본사에 의해 계약 해지된 후 1994년에 배스킨라빈스를 운영하던 비알코리아와의 제휴로 다시 영업을 시작하였다. 비알코리아는 파리바게뜨 등이 포함된 SPC그룹 산하에 있다. 2010년 2월 27일 키자니아 서울 내에 '도너츠 가게' 체험관을 오픈하였다.

## 역사

### 1948-1963: 창립
윌리엄 로젠버그는 1948년 매사추세츠주 퀸시(보스턴 교외)에 도넛과 커피를 파는 레스토랑 오픈 케틀(Open Kettle)을 열었지만, 1950년 회사 임원들과 협의 끝에 던킨 도너츠로 이름을 바꿨다. 그는 도넛과 커피가 가장 인기 있는 품목이었던 공장과 건설현장에서 음식을 판매한 경험을 바탕으로 레스토랑을 구상하게 됐다. 레스토랑은 성공적이었고 로젠버그는 1955년부터 프랜차이즈를 다른 사람들에게 매각했다.

### 1963-1998: 밥 로젠버그
1963년 로젠버그의 아들 밥(Bob)이 25세의 나이로 회사의 CEO가 되었고, 던킨 도너츠는 그 해에 100번째 지점을 열었다. 던킨 도너츠는 당시 10개의 소규모 식품 서비스 기업으로 구성된 대기업인 유니버설 푸드 시스템즈(Universal Food Systems)의 자회사였으며 던킨 도너츠 매장은 메뉴 옵션이 매우 다양하여 일부는 아침 식사 정식을 판매하고 다른 일부는 도넛과 커피만 제공했다.
다음 해에 유니버설 푸드 시스템즈 포트폴리오의 다른 사업체는 매각되거나 문을 닫았고 회사 이름은 던킨 도너츠로 변경되었다. 메뉴와 매장 형태를 표준화하고, 다양한 신메뉴를 선보였다. 1980년대 초반에는 카운터 서비스와 세라믹 커피잔이 셀프서비스 카운터와 종이컵으로 대체되었다. 체인은 1968년에 공개되었으며 1990년 배스킨라빈스 소유주인 얼라이드 라이온스(Allied Lyons)에 인수되었다. 1998년까지 이 브랜드는 연간 매출 20억 달러로 전 세계 2,500개 지점으로 성장했다.
던킨 도너츠는 1990년대에 두 경쟁 체인인 미스터도넛과 다운 도너츠(Dawn Donuts)를 인수하여 확장했다.

### 1998년~현재: 밥 로젠버그 이후
어느 시점에서 체인은 손잡이가 있는 도넛을 생산했다. 이 도넛은 손으로 잘라야 했고 기계로 자르는 도넛에 비해 비경제적이기 때문에 2003년에 중단되었다(싱가포르 제외).
2004년에 회사의 본사는 매사추세츠주 캔턴으로 이전되었다. 2005년 12월 던킨 도너츠와 배스킨라빈스(당시 '던킨 브랜드'라는 이름으로 운영)는 베인 캐피탈, 칼라일 그룹 및 토머스 H. 리 파트너스(Thomas H. Lee Partners)로 구성된 사모펀드 컨소시엄에 24억 달러에 매각되었다. 2010년까지 던킨 도너츠의 글로벌 매출은 60억 달러였다.
2013년 6월 던킨 도너츠는 거의 7년 만에 브랜드 최초로 새로운 매장 디자인을 공개했다.
매사추세츠 주 내틱에 있는 던킨 도너츠 매장은 2016년 12월 도로변 픽업 개념을 테스트하는 프로그램을 시작했다.
2018년 1월 던킨 도너츠는 퀸시를 시작으로 현대적인 장식, 시원한 생수 음료, 단일 컵 양조 기계, 더욱 포장된 테이크아웃 옵션, 내부 모바일 주문을 위한 전용 픽업 라인을 특징으로 하는 새로운 컨셉의 매장을 오픈하기 시작했다. 그리고 드라이브 스루에서. 이 개념은 "이동 중에도 음료를 주도하는 브랜드"가 되기 위한 변화의 일부로 설명되었다. 또한 해당 위치와 다른 위치에서는 체인을 간단히 "던킨"으로 언급하는 간판을 시험하기 시작했다. 이름에서 "도너츠"(Donuts)를 삭제했다.
2018년 2월 던킨은 2020년 4월까지 환경적 목적을 위해 전 세계적으로 폴리스티렌 폼 컵을 단계적으로 중단할 계획을 발표했다.
2018년 7월 11일, 데이브 호프먼(Dave Hoffmann)이 나이젤 트래비스(Nigel Travis)의 뒤를 이어 CEO가 되었다. 그는 2020년 말까지 미국 북동부 이외의 지역에 1,000개의 새로운 매장을 추가하고 1년 이상 영업하는 매장의 경우 매출이 3% 증가할 것을 기대하고 있다. 또한 던킨은 2018년 말 가능한 모든 장소에 에스프레소 머신을 설치하고 새로운 레시피를 활용한 에스프레소 제품을 출시했다.
2019년 6월, 던킨은 그럽허브와 제휴하여 새로운 던킨 딜리버스 서비스 출시를 시작했다. 2019년 7월 후반에 던킨은 비욘드 미트(Beyond Meat)와 제휴하여 맨해튼에 고기 없는 아침 샌드위치를 선보였으며, 비욘드 소시지(Beyond Sausage)를 제공하는 미국 최초의 레스토랑 브랜드가 되었다. 이 샌드위치는 2019년 후반에 전국적으로 출시되었다.
2019년 9월, 뉴욕 법무장관실은 던킨이 던킨의 모바일 앱을 사용하는 고객을 대상으로 한 일련의 사이버 공격을 잘못 처리했다고 소송을 제기했다. 이러한 공격은 2015년 초에 발생했으며 수천 개의 사용자 이름과 비밀번호가 도난당했다. 주정부 소송은 던킨 직원들이 이러한 공격에 대해 알고 있었음에도 불구하고 적절한 조치를 취하지 못했다고 주장한다.
2020년 10월 던킨 브랜드는 회사가 사모 펀드 지원 회사인 인스파이어 브랜즈(Inspire Brands)와 회사 매각 협상을 진행 중이라고 밝혔다. 인스파이어 브랜즈는 2020년 10월 31일 토요일에 던킨 브랜드 그룹을 113억 달러에 인수할 것이라고 발표했다. 여기에는 인스파이어 브랜즈가 떠맡게 될 던킨 브랜드의 부채도 포함된다. 인스파이어는 던킨 브랜드의 주식 1주당 현금 106.50달러를 지불하게 된다. 2020년 12월 15일 인수가 완료되어 던킨 브랜드는 더 이상 별도의 회사로 존재하지 않고 던킨, 배스킨라빈스 및 미스터도넛의 상표 관리가 인스파이어 브랜즈의 일부가 되었다.

## 매장 진출국

현재 던킨 도너츠 매장이 진출한 국가
군사 시설에만 제한적으로 진출한 국가
장래에 진출 예정인 국가
과거에 던킨 도너츠 매장이 진출했던 국가
던킨 도너츠 매장이 진출한 적 없는 국가

던킨은 다국적 기업으로 세계 여러 나라에 매장이 진출하였다.

### 현재 진출국
던킨은 다음 국가에서 영업을 하고 있다.
| - 과테말라 - 뉴질랜드 - 대만 - 대한민국 (SPC그룹에서 운영) - 독일 - 레바논 - 룩셈부르크 - 말레이시아 - 멕시코 - 미국 - 바레인 - 바하마 - 불가리아 - 브라질 | - 브루나이 - 사우디아라비아 - 스웨덴 - 스페인 - 싱가포르 - 아랍에미리트 - 아루바 (네덜란드령) - 에콰도르 - 영국 - 오만 - 오스트리아 - 온두라스 - 이집트 - 인도 | - 인도네시아 - 조지아 - 중국 - 칠레 - 카타르 - 케이맨 제도 (영국령) - 콜롬비아 - 쿠웨이트 - 태국 - 파나마 - 파키스탄 - 페루 - 푸에르토리코 (미국령) - 필리핀 |

### 과거 진출국
던킨은 다음 국가에도 진출하였으나 철수하여 현재는 영업하지 않는다.
| - 그리스 - 네덜란드 (아루바 제외) - 니카라과 - 도미니카 공화국 - 러시아 - 루마니아 - 베네수엘라 - 볼리비아 | - 아르헨티나 - 아일랜드 - 엘살바도르 - 오스트레일리아 - 이스라엘 - 이탈리아 - 일본 (주일 미군 기지에 한함) - 체코 | - 캐나다 - 쿠바 - 퀴라소 (네덜란드령) - 튀르키예 - 트리니다드 토바고 - 폴란드 - 헝가리 |

## 같이 보기
- 파스쿠찌
- 잠바주스
- 파리크라상
- 배스킨라빈스